# العلاقات الألمانية الفرنسية
تُشكل العلاقات بين فرنسا وألمانيا جزءًا لا يتجزأ من السياسة الأوروبية بنطاقها الواسع باعتبار الدولتين من المؤسسين الأعضاء في الاتحاد الأوروبي وسَلَفَتِها من الاتحادات الأوروبية منذ إنشائها عام 1958 بتوقيع اتفاقية روما.
مرت العلاقات العامة بين البلدين منذ عام 1871، وفقًا لأولريخ كروتز، بثلاث فترات كبرى: «العداوة المتوارثة» (حتى 1945)، «التسوية» (1945-1963 ) ومنذ عام 1963 «العلاقة المميزة» التي تجسدت في تعاونٍ دُعي بالصداقة الفرنسية الألمانية.
داخل إطار الاتحاد الأوروبي، يُعتبر التعاون بين البلدين كبير ووثيق. على الرغم من امتلاك فرنسا أحيانًا لنظرة شكوكية أوروبية، خصوصًا تحت ظل رئاسة شارل ديغول، إلا أن الاتفاقيات والأنشطة التعاونية الفرنسية الألمانية كانت أساسية دائمًا لتعزيز مبادئ التكامل الأوروبي.
في الآونة الأخيرة، تعد فرنسا وألمانيا من بين أكثر المؤيدين المندفعين لتعزيز التكامل في الاتحاد الأوروبي. يوصفون أحيانًا «بالمحرك التوأم» أو «البلدان المركز» الدافعة للتقدم. افتُتح مشروع قطار (ترام) متداخل مع المناطق الحدودية الفرنسية الألمانية، عبر نهر الراين من ستراسبورغ إلى كيهل، في الثامن والعشرين من شهر أبريل عام 2017 ويرمز إلى قوة العلاقة بين البلدين. 

## المقارنة بين الدول
| الاسم الرسمي                          | الجمهورية الفرنسية                                            | جمهورية ألمانيا الاتحادية                           |
| العلم                                 |                                                               |                                                     |
| شعار النبالة                          |                                                               |                                                     |
| النشيد                                | لامارسييز                                                     | نشيد الألمان                                        |
| اليوم الوطني                          | 14 يوليو                                                      | 3 أكتوبر                                            |
| العاصمة                               | باريس                                                         | برلين                                               |
| أكبر مدينة                            | باريس – 2.175.601 (12.628.266 التجمع الحضري)                  | برلين – 3.664.088 (6.144.600 التجمع الحضري)         |
| الحكومة                               | جمهورية مركزية دستورية شبه رئاسية                             | جمهورية دستورية برلمانية اتحادية                    |
| رأس الدولة                            | إيمانويل ماكرون                                               | فرانك-فالتر شتاينماير                               |
| رئيس الحكومة                          | إليزابيث بورن                                                 | أولاف شولتس                                         |
| اللغة الرسمية                         | الفرنسية (بحكم الأمر الواقع وبحكم القانون)                    | الألمانية (بحكم الأمر الواقع وبحكم القانون)         |
| الأديان الرئيسية                      | ٪47 المسيحية ٪40 لادينيون ٪5 الإسلام ٪8 أخرى                  | ٪55 المسيحية ٪37,7 لادينيون ٪6,5 الإسلام ٪0,8 أخرى  |
| الدستور الحالي                        | 4 أكتوبر 1958                                                 | 8 مايو 1949                                         |
| المساحة                               | 640,679 كـم2 (247,368 ميل2)                                   | 357,114 كـم2 (137,882 ميل2)                         |
| المنطقة الاقتصادية الخالصة            | 11,691,000 كـم2 (4,514,000 ميل2)                              | 57,485 كـم2 (22,195 ميل2)                           |
| المنطقة الزمنية                       | 12                                                            | 1                                                   |
| عدد السكان                            | 67,918,000                                                    | 83,695,000                                          |
| الكثافة السكانية                      | 118/كم2                                                       | 233/كم2                                             |
| المغتربون                             | المواطنون الألمان في فرنسا 2021: 204,000                      | المواطنون الفرنسيون في ألمانيا 2021: 248,000        |
| الجماعات العرقية                      | 86% فرنسيون، 7% شعوب أوروبية أخرى، 7% شعوب شمال إفريقيا، أخرى | 80% ألمان، 5% أتراك، 5% شعوب أوروبية أخرى، 10% أخرى |
| الناتج المحلي                         | 2,936 تريليون دولار                                           | 4,256 تريليون دولار                                 |
| الناتج المحلي (الاسمي) للفرد          | 44.747 دولار                                                  | 51.104 دولار                                        |
| الناتج المحلي (تعادل القوة الشرائية)  | 3,677 تريليون دولار                                           | 5,269 تريليون دولار                                 |
| الناتج المحلي (القدرة الشرائية) للفرد | 56.036 دولار                                                  | 63.271 دولار                                        |
| مؤشر التنمية البشرية                  | 0.903                                                         | 0.942                                               |
| العملات                               | اليورو وفرنك س ف ب                                            | اليورو                                              |

## التاريخ

### العلاقات الأولى
تُرجع كل من فرنسا وألمانيا تاريخها إلى زمن شارلمان، الذي تضمنت امبراطوريته الكبيرة معظم المنطقة التي تشمل ما يُعرف اليوم بفرنسا وألمانيا –بالإضافة إلى هولندا وبلجيكا ولوكسمبورغ وسويسرا والنمسا وسلوفينيا وشمال إيطاليا.
كان لوفاة ابن شارلمان لويس الورع والتجزئة التي تبعتها لإمبراطورية الفرنجة (فرانكيا) وفق معاهدة فيردان عام 843، الأثر في نهاية الدولة الواحدة. في حين كان الشعب في المملكتين الغربية والشرقية يتكلم مجموعات لغوية متجانسة نسبيًا (الغالو رومانسية في غرب فرانكيا، والألمانية الدنيا والألمانية العليا في شرق فرانكيا)، كانت فرانكيا الوسطى مجرد منطقة شريطية تتكلم لغة حدودية ضبابية (غير واضحة) بمعظمها لكنها كانت غنية ثقافيًا، تقريبًا بين نهري الميز والراين –وسرعان ما قُسمت مرة أخرى. بعد معاهدة ريبيمون عام 880، بقيت الحدود بين الممالك الغربية والشرقية على حالها تقريبًا لنحو 600 سنة. شكلت ألمانيا ارتباطًا استمر لقرون مع إيطاليا، بينما نمّت فرنسا علاقات عميقة مع إنجلترا.
رغم التحالف الثقافي المتنامي خلال العصور الوسطى الأخيرة والعليا، ظلت العلاقات الثقافية والاجتماعية المتبادلة حاضرة من خلال بروز شأن اللغة اللاتينية ورجال الدين وطبقة النبلاء الفرنجة.

### فرنسا وهابسبورغ
ورث الإمبراطور كارلوس الخامس، فرد من عائلة هابسبورغ النمساوية، البلدان المنخفضة وفرانش كونته عام 1506. حين ورث إسبانيا أيضًا عام 1516، أصبحت فرنسا محاطة بأراضي هابسبورغ وشعرت بالضغط. سبّب التوتر الحاصل بين القوتين عددًا من النزاعات مثل حرب الخلافة الإسبانية، لحين وقوع الثورة الدبلوماسية سنة 1756 التي جعلتهم حلفاء ضد بروسيا.
وقعت حرب الثلاثين سنة (1618 – 1648)، التي دمرت أجزاء كبيرة من الإمبراطورية الرومانية المقدسة، في تلك الفترة. على الرغم من أن الحرب كانت في معظمها صراعًا بين البروتستانت والكاثوليك، إلا أن فرنسا الكاثوليكية وقفت إلى جانب البروتستانت ضد القوات الكاثوليكية الإمبراطورية التي تقودها النمسا. أعطت معاهدة صلح وستفاليا عام 1648 فرنسا جزءًا من الألزاس. عززت معاهدات نايميخن عام 1679 هذه النتيجة من خلال إخضاع مدن عديدة تحت السيطرة الفرنسية. في عام 1681، زحف لويس الرابع عشر إلى مدينة ستراسبورغ في 30 سبتمبر، وأعلن ضمّها.
في تلك الأثناء، أصبحت الإمبراطورية العثمانية الإسلامية الآخذة بالتوسع تُمثل تهديدًا جديًا على النمسا. أنشأ الفاتيكان ما يسمى بالرابطة المقدسة (الحلف المقدس) ضد «العدو المتوارث» لأوروبا المسيحية. بعيدة عن الانضمام إلى النمسا وألمانيا وبولندا ودعم الجهد المشترك بينهم، غزت فرنسا تحت حكم لويس الرابع عشر هولندا الإسبانية (الأراضي المنخفضة الإسبانية) في سبتمبر عام 1683، قبل أيام قليلة من معركة فيينا. بينما كانت النمسا مشغولة بالحرب التركية العظمى (1683 – 1699)، بدأت فرنسا حرب التحالف الكبير (1688 – 1697). في النهاية، فشلت محاولة غزو أجزاء كبيرة من جنوب ألمانيا حين سُحبت القوات الألمانية من الحدود العثمانية وانتقلت إلى المنطقة. على أي حال، باتباع سياسة الأرض المحروقة التي سببت احتجاج شعبي كبير في ذلك الوقت، دمرت القوات الفرنسية أجزاء كبيرة من منطقة بلاتينيت، إذ أحرقوا ودمروا مدن وبلدات عدة في ألمانيا الجنوبية.

### فرنسا وبروسيا
في القرن الثامن عشر، سبّب ظهور بروسيا كقوة ألمانية جديدة، نشوء الثورة الدبلوماسية وقيام تحالف بين فرنسا وهابسبورغ وروسيا، وتجلى هذا الأمر عام 1756 في معاهدة فيرساي وحرب السبع سنوات ضد بروسيا وبريطانيا العظمى. على الرغم من أن قيام دولة ألمانية قومية كان يلوح في الأفق، إلا أن تأييد السكان الألمانيين كان بالدرجة الأولى تجاه دول أصغر (وليس دولة واحدة كبيرة). كانت الحرب الفرنسية ضد بروسيا مُبررة استنادًا إلى دورها ككفيل لصلح وستفاليا، وكانت في الواقع تحارب إلى جانب الأغلبية من الولايات الألمانية.
قاد فريدريش العظيم دفاع بروسيا لسبع سنوات، وهزم الغزاة النمساويين والفرنسيين، على الرغم من أنهم كانوا يفوقونه عددًا بشكل كبير. اشتبكت بروسيا وفرنسا مرات عديدة، وأكثر من أي بلدان أخرى. خلق هذا سنوات من الكراهية بين البلدين. وسرعان ما حاز فريدريش العظيم على احترام كل أعداءه، واستخدمه نابليون بنفسه كقدوة للكفاح.
ظل الشعب المدني ينظر إلى الحرب كصراع بين سلطاته، ولم يفرّقوا كثيرًا بين القوات حسب الجانب الذي يحاربون معه بل حسب الطريقة التي عاملوا بها السكان المحليين. أثناء حربهم مع بعضهم، لم تنقطع الاتصالات الشخصية والاحترام المتبادل بين ضباط فرنسا وبروسيا بشكل كامل، وأسفرت الحرب عن قدر كبير من التبادل الثقافي بين الغزاة الفرنسيين والشعب الألماني.

### أثر الثورة الفرنسية ونابليون
ظهرت القومية الألمانية كقوة كبيرة بعد عام 1807 أي بعد غزو نابليون لمعظم ألمانيا وإحضاره للمثاليات الجديدة من الثورة الفرنسية. تدريجيًا، بسبب التجنيد الإلزامي الشامل الفرنسي من أجل الحروب الثورية وبدء تشكيل دول قومية في أوروبا، أصبحت الحرب صراعًا بين الشعوب أكثر من كونها نزاعًا بين السلطات قائمًا على ظهور رعاياهم (الشعب).
في عام 1806، وضع نابليون حدًا للإمبراطورية الرومانية المقدسة ذات الألف عام، مشكلًا ما عُرف بكونفدرالية دول الراين (اتحاد الراين)، وأعاد تشكيل الخارطة السياسية للدول الألمانية، التي كانت حينها مقسمة. أيضًا، سجلت الحروب الواقعة بمعظمها في ألمانيا والتي تضمنت جنودًا ألمان في كلا الطرفين كما في معركة الأمم في لايبزج، بداية لما دُعي بشكل صريح العداوة المتوارثة الفرنسية الألمانية. ضم نابليون مباشرة المناطق المتحدثة باللغة الألمانية مثل رينلاند وهامبورغ إلى إمبراطوريته الفرنسية الأولى وعامل ملوك الولايات الألمانية الباقية كتوابع. ولدت القومية الألمانية الحديثة في سبيل مواجهة الهيمنة الفرنسية التي يقودها نابليون. في إعادة تشكيل خارطة أوروبا بعد هزيمة نابليون، وُضعت المناطق الناطقة باللغة الألمانية في الرينلاند المتاخمة لفرنسا تحت حكم بروسيا.

### فرنسا وبافاريا
تمتعت بافاريا باعتبارها ثالث أكبر ولاية في ألمانيا بعد عام 1815 بعلاقات دافئة مع فرنسا أكثر مما تمتعت به مع النمسا أو بروسيا الكبيرتان. من عام 1670 وما بعد، كانتا بلدين حليفين لقرابة قرن من الزمن، بالدرجة الأولى من أجل محاصرة طموحات هابسبورغ بضم بافاريا إلى النمسا. أُعيد إحياء هذا التحالف بعد صعود نابليون إلى السلطة من خلال معاهدة صداقة عام 1801 وتحالف رسمي  في أغسطس عام 1805، مدفوعًا من قِبل وزير الديوان الملكي والشؤون الخارجية البافاري ماكسيميليان فون مونتغيلاس. مع الدعم الفرنسي، رُفعت بافاريا إلى صفة مملكة عام 1806. زودت بافاريا 30,000 مقاتل لغزو روسيا عام 1812، عاد منهم عدد قليل فحسب. مع انحدار الإمبراطورية الفرنسية الأولى، فضلت بافاريا تبديل الأطراف في 8 أكتوبر عام 1813 وتخلت عن التحالف الفرنسي لصالح تحالف نمساوي من خلال معاهدة الريد.